# Roscellino di Compiègne
Roscellino (Compiègne, 1050 – Besançon, 1120) è stato un filosofo francese, massimo esponente del nominalismo estremo.
Studiò a Soissons e a Reims e insegnò a Compiègne, a Tours, a Loches, dove ebbe Abelardo per allievo. Accusato di eresia, fu condannato dal concilio di Soissons nel 1092 ed espulso dalla Francia e poi dall'Inghilterra. Riconciliatosi con la Chiesa dopo un viaggio a Roma, poté tornare a Besançon.

## Dottrina
Il pensiero di Roscellino segna un cambiamento importante nella filosofia medievale, per quanto non si conosca la sua dottrina direttamente - non è rimasto nulla dei suoi scritti, tranne una lettera indirizzata ad Abelardo - ma solo attraverso le critiche che gli furono rivolte da Anselmo e da Abelardo. I primi documenti provengono dalla scuola del Bec tra il 1089 e il 1099, quando un monaco, Giovanni del Bec, spedì una lettera ad Anselmo d'Aosta informandolo che Roscellino sosteneva la cosiddetta «sententia vocum», la dottrina delle parole: secondo lui, gli universali, cioè i predicati della sostanza, sono semplici parole, emissioni di fiato, alle quali non corrisponde nella realtà alcuna cosa – al di fuori, appunto, del suono e dello spostamento d'aria provocato da quell'emissione di fiato – perché solo le cose, le sostanze, sono individui reali. Dunque, Socrate, uomo particolare, è reale e la parola che lo indica designa una cosa reale ma la parola «animale», cioè il genere dell'individuo particolare Socrate, e la parola «uomo», cioè la specie di Socrate, non designano nulla e sono pertanto una pura emissione di fiato. Dunque Roscellino nega la realtà dell'essenza universale, che si otterrebbe, secondo l'introduzione (Isagoge) di Porfirio alle Categoriae di Aristotele, dalla riconduzione dell'individuo particolare all'interno dell'insieme della specie (uomo) ottenuto dall'introduzione della differenza specifica (razionalità) nel genere (animale). 
Le conseguenze teologiche del nominalismo apparirono pericolose, perché portavano a sostenere che le tre persone della Trinità – il Padre, il Figlio e lo Spirito Santo – sono tre realtà fra loro distinte per quanto identiche per il potere e la volontà, ma non possono costituire l'essenza di Dio; in tal modo si distrugge il dogma dell'unità della Trinità e ciascuna persona costituisce un Dio distinto dagli altri due. 
Anselmo d'Aosta obietta che le tre persone sono un unico Dio allo stesso modo per il quale molti uomini sono un unico uomo per quanto riguarda la specie e dunque i nominalisti in genere non possono comprendere la Trinità. A giudizio di Anselmo, contro Roscellino va scagliato l'anatema:
«Non ascoltarlo, non chiedergli ragione dei suoi errori, non dargli verità alcuna, anatemizzalo se non ripudia l'errore del quale egli è autore. Perché la nostra fede deve essere difesa dalla ragione contro gli empi, non contro coloro che si riconoscono cristiani».
Anche Abelardo, già suo allievo, lo attaccò: «Il chierico Roscellino afferma che in Dio le tre persone esistono separatamente le une dalle altre, come fossero tre angeli, in modo però che la loro volontà e la loro potenza siano unite – o che il Padre e lo Spirito Santo siano incarnati; si potrebbe così dire veramente che vi sono tre dei, se fosse permesso un tale modo di dire» e più tardi, accusandolo di eresia, parlerà di Roscellino come «l'antico nemico della fede cattolica, il più grande avversario di Dio, pieno di sé, arrogante e sempre orgoglioso, la cui detestabile eresia, affermata nel concilio di Soissons, è stata punita con l'esilio, dal momento che egli riconosceva e predicava tre dei».
In effetti, accusato di triteismo, Roscellino fu condannato dal Concilio di Soissons nel 1092, accettò di abiurare e i suoi libri furono bruciati; ma egli continuò a sostenere le sue tesi anche in Inghilterra, dove si era rifugiato; attaccato da Anselmo d'Aosta, fu espulso l'anno successivo. Va sottolineato, tuttavia, che Roscellino non credeva né intendeva sostenere che esistessero realmente tre dei, bensì che la corretta applicazione delle categorie logiche portava a contraddire il dogma trinitario.

## La lettera ad Abelardo
L'unico scritto conservato di Roscellino è una lettera risalente al 1120, il suo ultimo anno di vita. È un violento e spesso volgare attacco ad Abelardo, il suo antico allievo che lo accusò peraltro di eresia per le conseguenze delle sue teorie nominalistiche.
«Non ho mai difeso un mio errore o quello di un altro; al contrario, è fuor di dubbio che non sono mai stato eretico; poiché hai profferito, nel tuo immondo spirito, come vomitando le tue parole contro di me, che io ero infame e condannato nel concilio, io proverò che ciò è falso con la testimonianza di quelle chiese nelle quali e sotto le quali sono nato, sono stato allevato e istruito; e, dal momento che tu sembri essere monaco di Saint-Denis, benché tu sia partito, io verrò a misurarmi con te e, non temere, tu sarai avvertito del mio arrivo, perché mi farò annunciare dal tuo abate e ti aspetterò quanto vorrai. E se ti mostrerai disobbediente verso il tuo abate, cosa che non mancherai di fare, ovunque tu andrai a nasconderti, saprò cercarti e scovarti. E come può essere che tu abbia detto che io sono stato cacciato dal mondo intero, mentre Roma, il capo del mondo, mi riceve volentieri, m'ascolta ancor più volentieri e, dopo avermi ascoltato, segue molto volentieri i miei giudizi? E la chiesa di Tour e quella di Loches dove tu, il minore dei miei allievi, ti sei seduto ai miei piedi come a quelli del tuo maestro, e la chiesa di Besançon nella quale sono canonico, sono forse situate fuori dal mondo, loro, che mi venerano tutte e mi ricevono e accettano con gioia quel che dico, nel loro desiderio d'imparare?»
«Tu hai passato molto tempo nella recita menzognera della mia diffamazione, tu stesso l'hai dipinta per ignoranza, come un ubriaco che prolunga finché può le delizie d'un festino. Poiché tu ti sei saziato come un maiale nelle immondizie e nella merda della mia diffamazione, io, a mia volta, senza mordere col dente dell'odio né rompendo col bastone della vendetta, ma sorridendo dei latrati della tua lettera, discuterò delle novità inaudite della tua vita e ti dimostrerò in quale ignominia tu sei caduto a causa della tua impurità. Veramente, non è necessario per oltraggiarti, inventarsi dei fatti, secondo il tuo modo di fare, ma è sufficiente ripetere quel che è ben noto di Daniele e Betsabea. La tua caduta è talmente manifesta che, anche se la mia lingua la tacesse, essa parlerebbe da sola».
«Un chierico parigino di nome Fulberto ti ha accolto da ospite nella sua casa, t'ha fatto l'onore di accoglierti alla sua tavola come un amico o un membro della sua famiglia; ti ha affidato l'istruzione della nipote, una ragazza molto saggia e particolarmente dotata. Ma tu hai dimenticato, no, che dico, hai disprezzato i favori e l'onore che ti aveva testimoniato quel nobile chierico parigino, tuo anfitrione e signore. Tu non hai risparmiato la vergine che ti aveva affidato. Tu dovevi proteggerla e istruirla come un'allieva ma, spinto da uno sfrenato spirito lussurioso, tu non le hai insegnato il ragionamento ma la fornicazione. Nella tua condotta, hai accumulato molti crimini: sei accusato di tradimento e fornicazione; tu sei immondo per aver violato la purezza di una vergine. Ma il Dio di vendetta, il Signore Iddio di vendetta ha agito con franchezza: ti ha privato della parte con la quale avevi peccato. 
Torturato dal dolore della tua vergognosa ferita e per il timore di una morte imminente, spinto dalla paurosa sporcizia della tua vita passata, tu sei, in qualche modo, divenuto monaco. Ma ascolta quel che dice san Gregorio, parlando di coloro che si rifugiano per paura nella vita religiosa: «Chi fa il bene per timore, non si allontana affatto dal male». 
«Abbiamo appena visto le ragioni e le circostanze della tua entrata negli Ordini. Nel monastero di Saint Denis, tu non hai potuto restare, perché tutto vi è ordinato secondo le facoltà di ciascuno, non per una regola severa, ma per la misericordia dell'abate. Tu hai allora accettato dai tuoi confratelli un priorato che potevi sbrigare come volevi. Poi hai pensato che quell'occupazione non sarebbe stata sufficiente per la tua esuberanza e i tuoi desideri e hai ottenuto dall'abate, col consenso unanime dei confratelli, la possibilità di riprendere i tuoi corsi. Lasciamo da parte tutto il resto: là, in presenza d'una folla barbara venuta da ogni parte, tu hai, per vanità e ignoranza, trasformato la verità in scempiaggini. Tu non smetti d'insegnare quel che non devi e il denaro ottenuto come prezzo delle tue menzogne tu lo dai alla tua ragazza di piacere per ricompensarla. Quel che le davi un tempo, quando eri normale, a prezzo del piacere atteso, ora lo dai solo come una ricompensa. Ma tu pecchi, pagando la tua passata lussuria, più gravemente che pagando quella futura. Prima ti esaurivi nei piaceri, oggi ti esaurisci in desideri che, per grazia di Dio, non puoi più soddisfare. Ascolta allora la formula di sant'Agostino: «Tu hai voluto fare qualunque cosa, ma non hai potuto, ma Dio l'ha notato; ai suoi occhi è come se tu avessi fatto quel che volevi fare» Io parlo avendo Dio e gli angeli a testimoni: ho ascoltato i racconti dei monaci tuoi fratelli: quando torni tardi la sera al monastero, tu corri a portare a una cortigiana il salario del tuo insegnamento e delle tue menzogne. Senza vergogna paghi le tue lussurie passate. Hai preso l'abito e hai usurpato la funzione di dottore insegnando menzogne. Hai smesso di essere monaco perché san Gerolamo, anche lui monaco, così definisce il monaco: «Il monaco non deve essere un dottore, ma uno che piange, un uomo che piange il mondo, un uomo che attende nel timore di Dio». 
«L'abiezione del tuo abito prova che non sei un chierico ma sei ancor meno un laico: la vista della tua tonsura lo rivela a sufficienza. Se non sei chierico né laico, io non so in che modo chiamarti. Forse, come tua abitudine, mentirai e dirai che posso chiamarti Pietro. Ma sono sicuro che un nome di genere maschile non può conservare il suo significato abituale se è separato dal suo genere. I nomi propri perdono di senso se succede loro di allontanarsi dalla perfezione. Una casa senza tetto e muri sarà chiamata casa incompiuta. La parte che rende uomo t'è stata tolta: non ti si può più chiamare Pietro, ma Pietro l'incompiuto. Il disonore d'essere incompiuto t'è valso il sigillo con cui chiudi le tue fetide lettere: rappresenta un essere con due teste, una da uomo e l'altra da donna. Avevo deciso di dire ancora contro di te molte cose oltraggiose, ma anche vere e chiare; avendo a che fare con un uomo incompiuto, lascerò incompiuta l'opera che avevo iniziato»»
(Lettera ad Abelardo)

L'Epistola ad Abelardum è di norma considerata il testamento filosofico di Roscellino.